# NABCフレッシュマン・オブ・ザ・イヤー
NABCフレッシュマン・オブ・ザ・イヤー（NABC Freshman of the Year）は毎年アディダスが最も優秀だったカレッジバスケットボールのフレッシュマン (新人選手)に贈る賞である。2016-17シーズンに設立された。

## 凡例
| † | 共同受賞                                                                           |
| * | ネイスミス・カレッジ年間最優秀選手賞や ジョン・R・ウッデン賞なども受賞している選手 |

## 受賞者
| シーズン | 選手                           | 大学               | Source(s) |
| -------- | ------------------------------ | ------------------ | --------- |
| 2016–17  | ロンゾ・ボール                 | UCLA               | [ 1 ]     |
| 2017–18  | マービン・バグリー3世          | デューク大学       | [ 2 ]     |
| 2018–19  | ザイオン・ウィリアムソン*      | デューク大学       | [ 3 ]     |
| 2019–20  | ヴァーノン・キャリー・ジュニア | デューク大学       | [ 4 ]     |
| 2020–21  | ケイド・カニングハム           | オクラホマ州立大学 | [ 5 ]     |